# 黃錦星
黃錦星，GBS，JP（1963年—），香港建築師，前環境局局長，曾擔任香港建築師學會環境及可持續發展委員會首任主席、環保建築專業議會主席和香港綠色建築議會副主席等多項公職，並推動及研究適用於香港高密度都市環境的可持續建築環境標準及指引。

## 背景
黃錦星早年在九龍深水埗昌華街唐樓的板間房居住，後來於幼稚園時期開始移居慈雲山沙田坳邨第一座1923室，共有5名兄弟姊妹。他就讀中華基督教會基慈小學 ，在校時是一名風紀隊長。小學畢業後先後於聖文德書院及保良局第一張永慶中學（與政府官員邱騰華為同學）就讀。課餘時當補習老師、穿膠花和趁暑假到工廠工作以幫補家計。而預科畢業後，由於他對理科感興趣，且對社會和文化有熱誠，希望可以發揮個人創意。在當年香港中文大學還未開設建築系的情況下，他透過朋友聯絡到建築系的學生，藉此了解建築學，於是報讀香港大學建築系，並於1988年畢業，1994年至1996年間赴加拿大英屬哥倫比亞大學研究院進修可持續建築環境。
從英屬哥倫比亞大學畢業後，黃錦星自1990年代開始推動香港可持續建築環境，亦主導多項綠色建築項目，例如首個大型環保屋苑「茵怡花園」和首座零碳建築「零碳天地」。2003年因為老闆結束建築公司業務，黃錦星與其餘同公司的建築師一同被遣散。他便由此開始反思環保城市，推廣「官產學研」四個策略。之後他曾擔任環保建築專業議會主席和香港綠色建築議會副主席等公職。及至2012年獲邀加入政府，出任環境局局長，至2017年再度委任，2022年6月30日，黃錦星所擔任之環境局長交棒予取代的以出任環境及生態局長謝展寰接替，自從局長身份離職卸任，離開政府後，並重返香港大學，開始做建築系學士，研究傑出建築學系院士。

## 政策主張
黃錦星擔任環境局局長期間，先後推出多份施政藍圖，以定下應對空氣質素、減廢回收、自然保育、氣候變化和能源的施政方向、目標及路線圖；2022年6月亦推出《香港環境報告2012-2022》，以6個I 闡述2012至2022 十年間的環保政策及措施，包括互動協作（Interaction）、智慧創新（Innovation）、協同共贏（Integration）、環境改善（Improvement）、資源投放（Investment）以及開拓基建（Infrastructure）。
黃錦星於2017年推出「星星話」（局長網誌），以短片及圖像介紹最新施政進展。另外，近年亦開設了黃錦星的Facebook專頁及黃錦星的Instagram帳戶，加強與公眾交流。

## 家庭生活
黃錦星之妻梁素雲亦為建築師，曾經擔任香港建築師學會本地事務部主席，育有一女。